# میخیل الایزن
میخیل الایزن (هلندی: Michiel Elijzen؛ زادهٔ ۳۱ اوت ۱۹۸۲) دوچرخه‌سوار اهل هلند است.